# Monolito a los Héroes de Monte Arruit
El Monolito a los Héroes de Monte Arruit es un monolito, monumento funerario situado en el Cementerio Municipal de la Purísima Concepción, en la ciudad española de Melilla, cerca del Panteón de los Héroes.

## Historia
Tras el Desastre de Annual Goy de Silva realizó unos sonetos publicados en el diario ABC honrando a los fallecidos de la guerra del Rif. Estos fueron esculpidos en un monolito colocado en la Cruz de Monte Arruit, que en 1946 se trasladó al Museo de Melilla, en el Baluarte de la Concepción Alta. Al trasladarse a la Torre de la Vela, se colocó en la avenida de la Marina Española, cerca de la Plaza de España donde fue sometido a vandalismo hasta ser trasladado en 2018 al Cementerio Municipal de la Purísima Concepción, cerca del Panteón de los Héroes.

## Descripción
Es un bloque cuadrangular, con una textura de rozal, dónde se encuentra la lápida, que reza:
POR LOS HÉROES DE LA PATRIA
LA CRUZ DE MONTE ARRUIT
Después de aquella cruz divina del calvario
ninguna cruz más santa que esta cruz dolorosa
trazada con la tierra bendita de esta fosa
donde el alma española tiene su relicario.
No hay en la tierra un templo funerario
de mayor emoción que esta tumba gloriosa.
Conmueve más el alma su sencillez hermosa
que las regias pirámides del mundo milenario.
¿Qué ofrenda digna hay de esta cruz consagrada
que no sea ni el lauro la palma ni la espada
la oración ni la lágrima la rosa ni la estrella?
Busquemos entre todas la corona más bella
aquella que ciñó las sienes más divinas

la del mártir del gólgota: ¡la corona de espinas! 
```
                                              
Goy de Silva
```